# I Love a Mystery
I Love a Mystery é um filme de mistério estadunidense de 1945 dirigido por Henry Levin e estrelado por Jim Bannon, Nina Foch, George Macready e Barton Yarborough. Baseado na popular série de rádio de mesmo nome de Carlton E. Morse, I Love a Mystery é o primeiro de três filmes da Columbia Pictures inspirados no programa de rádio.

## Enredo
Em San Francisco, os detetives Jack Packard e Doc Long são contratados pelo socialite Jefferson Monk, que acredita que alguém o está seguindo com o objetivo de matá-lo.

## Elenco
- Jim Bannon como Jack Packard
- Nina Foch como Ellen Monk
- George Macready como Jefferson Monk
- Barton Yarborough como Doc Long
- Carole Mathews como Jean Anderson
- Lester Matthews como Justin Reeves / Sr. Gee